# То, что её заводит
«То, что её заводит» (норв. Få meg på, for faen!) — норвежская подростковая романтическая комедия по одноимённому роману Олаг Нильссен. Мировая премьера состоялась в США на фестивале «Трайбека» 20 апреля 2011 года, в России — 29 марта 2012 года.

## Сюжет
В вымышленном норвежском селении Скуддехэймен (норв. Skoddeheimen) живёт симпатичная 15-летняя девушка Альма. Она ездит на школьном автобусе в школу в райцентре (реальном, невыдуманном, более крупном селении Флёгста, что расположено на юго-западе Норвегии). Жизнь вокруг неё невероятно скучна и однообразна, и поэтому она увлекается своими сексуальными мечтами, мастурбацией и сексом по телефону и ненавидит, как и многие её подруги, свою малую родину. Она то и дело видит сексуальные галлюцинации, в которых она может быть даже с девушкой — со своей лучшей подругой. Но больше всего ей нравится юноша Артур, и однажды он приглашает Альму на вечеринку. Там он, отозвав Альму в сторону, подальше от чужих глаз, мимоходом трётся своим членом о её бедро, что производит на девушку неизгладимое впечатление, однако её восторга не разделяют подруги, которые попросту в это не верят. Тем более, что Артур — лидер класса, а сестра лучшей подруги Альмы безответно влюблена в него. Чтобы избежать скандала вокруг своего имени, что грозит свержением с неформального Олимпа, Артур призывает класс объявить Альме бойкот. Естественно, особенно поддерживает такой бойкот бывшая подруга Альмы. Ту начинают дразнить прозвищем «Альма-членка» или «Член-Альма» (норв. Pikk-Alma).
Девушка ещё больше замыкается в себе, начинает выпивать, курить наркотики, крадёт порножурнал из магазина, где подрабатывает, чтобы оплатить своей матери огромные счета, которые натекают из-за секса по телефону. С ней искренне дружит только Сара, младшая сестра Ингрид; вдвоём девушки ведут себя, как уличные хулиганы. Артур признаётся, что у него уже есть девушка и он не хочет быть с Альмой, тогда девушка автостопом уезжает в Осло, к старшей подруге, но вскоре мать забирает её домой. Постепенно всё возвращается на круги своя: Альма мирится с матерью и с Артуром (который вдруг начинает любить Альму и открыто признаётся ей и классу, что действительно показывал ей свой член). Тогда над Альмой перестают смеяться в школе. Альма приглашает Артура к себе домой, чтобы он и её мать познакомились. Мать Альмы разведена, но как раз сейчас у неё роман с начальником агрофирмы, в которой она работает, так что настроение у неё приподнятое. Тем не менее она запрещает дочери прямо сейчас жить с Артуром, мудро советуя подождать.

## В ролях
- Хелене Бергсхолм[англ.] — Альма
- Хенриетте Стеэнструп[англ.] — мать Альмы
- Малин Бьёрховде (норв. Malin Bjørhovde) — Сара, подруга Альмы, сестра Ингрид
- Беате Стёфринг (норв. Beate Støfring) — Ингрид, подруга Альмы, сестра Сары
- Матиас Мюрен (норв. Matias Myren) — Артур
- Оле Йохан Скьельбред-Кнутсен — директор завода
- Финн Токвам[норв.] — учитель в школе

## Награды и номинации
- 2011 — кинофестиваль Трайбека — «Лучший сценарий»[4]
- 2011 — Римский кинофестиваль — «Лучший дебютный фильм»
- 2011 — Кинофестиваль в Карловых Варах — Яннике Сюстад Якобсен[англ.] — «Десять европейских кинорежиссёров, фильмы которых надо посмотреть» (по версии Variety)[5]
- 2012 — Кинофестиваль фильмов о любви в Монсе — «Лучший европейский дебютный фильм»[6]

## Отзывы
Лидия Маслова из газеты «Коммерсантъ» назвала фильм «прямым наследником» шведской ленты «Покажи мне любовь» (1998). Проводя параллель между этими двумя фильмами, критик отмечает, что они затрагивают не столько сексуальные проблемы скандинавской провинциальной молодёжи, сколько её ненависть к месту, где приходится жить, и «самый худший кошмар — представить, что ты из родного города никогда никуда не уедешь».